# Mangunranan
Mangunranan is een bestuurslaag in het regentschap Kebumen van de provincie Midden-Java, Indonesië. Mangunranan telt 2105 inwoners (volkstelling 2010).